# Ukrtransgaz
Ukrtransgaz (en ukrainien : Акціонерне товариство "Укртрансгаз") est une société ukrainienne dont l'activité principale est le stockage souterrain de gaz naturel.

## Description
Elle assure aussi l'acheminement et la maintenance des infrastructures afférentes, en particulier par le gazoduc Dachava-Kyïv.
Le stockage est opéré autour de douze lieux pour  30,95 Mds m3 : 
- Biltche-Volitsko-Oujerske :  17,05 Mds m3, la plus grande structure européenne proche de Lviv,
- Ouherske :  1,9 Mds m3,
- Dachavske :  2,15 Mds m3,
- Oparske :  1,92 Mds m3,
- Bogorodtchanske :  2,3 Mds m3,
- Tchervonopartizanske : 1,5 Mds m3,
- Solokhivske : 1,3 Mds m3,
- Olychivske : 0,31 Mds m3, le premier, fondé en 1964,
- Proletarske : 1 Mds m3,
- Kehychivske : 0,7 Mds m3,
- Krasnopopivske : 0,42 Mds m3,
- Vergounske : 0,4 Mds m3[1],[2],[3],[4].